# Pherothrinax subcompleta
Pherothrinax subcompleta är en tvåvingeart som först beskrevs av Mario Bezzi 1920.  Pherothrinax subcompleta ingår i släktet Pherothrinax och familjen borrflugor.
Artens utbredningsområde är Kenya. Inga underarter finns listade i Catalogue of Life.